# Giwani Zeggen
Giwani Zeggen (Amsterdam, 27 mei 1980) is een Surinaams presentator, journalist, columnist en politicoloog.

## Biografie
Zeggen werd geboren in Amsterdam als zoon van een Surinaamse vader en Nederlandse moeder. Toen hij vijf jaar oud was verhuisde het gezin naar Suriname. Nadat hij zijn Wmo-diploma behaalde, keerde hij rond 2001 enkele jaren naar Nederland terug voor zijn studie politicologie en bestuurskunde aan de Vrije Universiteit Amsterdam. In 2007 kwam hij weer terug naar Suriname.
Hij is journalist voor Radio 10 Magic FM en coördineert samen met Steven van Frederikslust de nieuwsdienst van de zender. Hij was presentator van het programma Suriname Vandaag op de STVS en beëindigde in 2009 daar zijn medewerking mee vanwege onenigheden met de Nederlands waarnemend eindredacteur Henry Strijk. Hij werd vervolgens presentator van het actualiteitenprogramma Panorama.
Geïnspireerd door het 30-jarige jubileum van Band Aid, richtte hij in 2014 samen met Sidney Grunberg en Asgar Koster Su Aid op om samen met Surinaamse artiesten geld in te zamelen voor goede doelen in eigen land. Aan het initiatief werd veel aandacht geschonken op Radio 10, STVS en SRS en het campagnelied Gi wan anu kwam binnen een maand op nummer 1 van de Surinaamse Top 40 terecht. Su Aid wordt sindsdien in de laatste maanden van elk jaar herhaald.
Daarnaast is hij sinds 2017 commissaris in het bestuur van de Surinaamse Vereniging van Journalisten (SVJ). Verder is hij freelance columnist, onder meer voor De Ware Tijd, en treedt naar voren als politicoloog.